# Esquadrão de Helicópteros Tácticos N.º 450
O Esquadrão de Helicópteros Tácticos N.º 450 é um esquadrão de helicópteros da Real Força Aérea Canadiana. Durante a Segunda Guerra Mundial, a designação numérica de 450 foi atribuída originalmente à Real Força Aérea Australiana, que voou com este número entre 1945 até 1945 no Médio Oriente e na Itália. Durante esta mesma guerra, os esquadrões canadianos usavam uma numeração que ia de 400 até 449; contudo, devido a um erro administrativo, a designação "450" foi usada quando este esquadrão foi formado em Quebec, no dia 29 de Março de 1968.
Foi desactivado em 1996 antes de ser oficialmente dissolvido no dia 1 de Janeiro de 1998. No dia 2 de Maio de 2012 o esquadrão foi re-estabelecido para operar os helicópteros CH-147F da Real Força Aérea Canadiana, estacionados na base militar de Petawawa.
O esquadrão tem um heliporto de cimento dedicado exclusivamente ao esquadrão, que mede 49 m × 49 m.